# Золин, Николай Емельянович
Никола́й Емелья́нович Зо́лин (3 мая 1913, Михайловская, Терская область — 4 июля 1967, Караваево, Костромская область) — директор совхоза «Урожайный» Рузаевского района Кокчетавской области (1954—1961). Герой Социалистического Труда (1957).

## Биография
Родился в 1913 году в бедной крестьянской семье в станице Михайловская (ныне — Серноводское, районный центр в Чеченской Республике).
С 1933 по 1938 года обучался на агрономическом факультете Горского сельскохозяйственного института. С 1939 года — заведующий агрономической лабораторией Буйнакской МТС, в 1940—1941 годах — заведующий Сунженской контрольно-семенной лабораторией.
С 1941 года участвовал в Великой Отечественной войне. После демобилизации в 1947 году возвратился в Дагестан, работал в Сунженской контрольно-семенной лаборатории. С 1947 года — начальник подсобного хозяйства, с 1948 — директор Грозненской лесозащитной станции.
С 1952 года работал главным агрономом в совхозе «Стрелка» Краснодарского края. В октябре этого же года назначен директором совхоза «Заря» Краснодарского края. Окончил заочное отделение аспирантуры Северо-Осетинского сельскохозяйственного института.
В июне 1954 года переехал в Казахстан, где был назначен директором нового целинного совхоза «Урожайный» Рузаевского района.
В 1954 году совхоз «Урожайный» выполнил план на 108,5 %. В 1955 году было засеяно 33 тысячи гектаров посевной площади. В 1956 году совхоз собрал в среднем по 16,8 центнеров зерновых с каждого гектара. Валовый объём собранного совхозом в этом году зерна составил 50195 центнеров. Было сдано государству 36623 центнеров зерновых при плане в 26 тысяч. Указом Президиума Верховного Совета СССР от 11 января 1957 года за особо выдающиеся успехи, достигнутые в работе по освоению целинных и залежных земель, и получение высокого урожая удостоен звания Героя Социалистического Труда с вручением ордена Ленина и золотой медали «Серп и Молот».
В 1957 году получил научное звание кандидата наук. В 1961 году был назначен начальником опорно-показательного хозяйства Всесоюзного НИИ зернового хозяйства в посёлке Шортанды, Целиноградская область.
С марта 1962 года — заведующий отделом Целинного филиала Казахского НИИ экономики сельского хозяйства, с марта 1965 года — директор учхоза «Караваево», преподаватель на кафедре экономики и организации сельского производства Костромского СХИ.
Скончался в 1967 году. Похоронен в посёлке Поддубное около села Караваево.

## Награды
- медаль «За победу над Германией»[2]
- Герой Социалистического Труда (медаль «Серп и Молот» и орден Ленина; 11 января 1957)